# Kombinacja norweska na Mistrzostwach Świata w Narciarstwie Klasycznym 1938
Zawody w kombinacji norweskiej na XI Mistrzostwach Świata w Narciarstwie Klasycznym odbyły się w dniach 26 lutego–27 lutego 1938 w fińskim Lahti.

## Wyniki

### Skocznia normalna/18 km
- Data: 27 lutego 1938

| Medal | Zawodnik             | Narodowość     | Wynik  |
| ----- | -------------------- | -------------- | ------ |
|       | Olaf Hoffsbakken     | Norwegia       | 432,60 |
|       | John Westbergh       | Szwecja        | 412,80 |
|       | Hans Vinjarengen     | Norwegia       | 411,20 |
| 4     | Harald Hedjerson     | Szwecja        | 409,55 |
| 5     | Pekka Vesalainen     | Finlandia      | 408,13 |
| 6     | Olav Odden           | Norwegia       | 408,00 |
| 7     | Torstein Skinnarland | Norwegia       | 407,97 |
| 8     | Ola Bakken           | Norwegia       | 407,56 |
| 9     | Niilo Nikunen        | Finlandia      | 404,50 |
| 10    | Timo Murama          | Finlandia      | 403,69 |
| 11    | Gustaf Adolf Sellin  | Szwecja        | 401,10 |
| 12    | Erkki Mäkinen        | Finlandia      | 398,20 |
| 13    | Eino Hyyryläinen     | Finlandia      | 392,59 |
| 14    | Adi Gamma            | Szwajcaria     | 391,69 |
| 15    | Gustav Berauer       | Czechosłowacja | 390,30 |
| ...   |                      |                |        |
| 21    | Mieczysław Wnuk      | Polska         | 376,80 |
| 25    | Stanisław Marusarz   | Polska         | 372,90 |
| DNF   | Stanisław Wawrytko   | Polska         | -      |